# 太空天氣

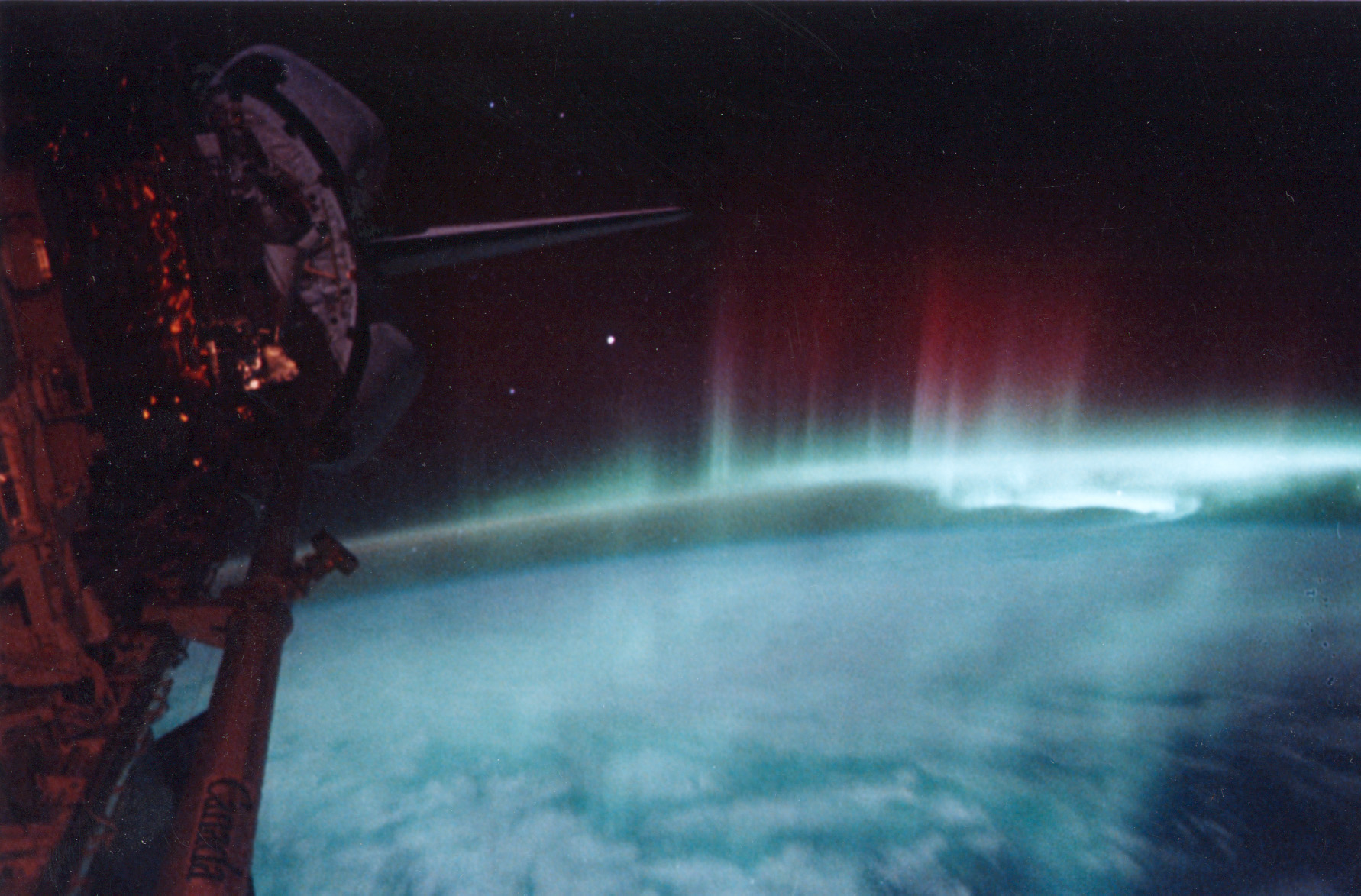
發現號在1991年5月觀察到的極光。

太空天气是在地球週圍的太空環境條件改變的觀念。它與行星大氣內的天氣觀念不同，涉及太空中的電漿、磁場、輻射和其他物質。"空间气象"經常隱藏性的意味著在地球附近的磁層，但是它也是在 星際間（並且經常是星際空間）的研究
在我們自己的太陽系內，太空天气受到太陽風的密度和速度，還有太陽風攜帶的電漿造成的行星際磁場（IMF）很大的影響。不同的物理現象與太空天氣有關，包括地磁風暴和次風暴、范艾倫輻射帶的活動、電離層的擾動和閃爍、極光和在地球表面的地磁的誘導電流。日冕物質拋射和它們關聯的衝激波經由壓縮磁層和觸發地磁風暴也是導引空间气象的重要驅動力。
被日冕物質拋射或閃焰加速的太陽高能粒子，也是太空天氣的重要駕御者，它能經由感應電流危害到太空船上的電子設備，和威脅到太空人的生命。
太空天气在幾個相關的地區對太空探索和發展發揮了深遠的影響。不斷變化的地磁條件可以造成大氣密度的急劇改變，造成低地球軌道上太空船高度的墮落。由於太陽活動增強產生的地磁風暴會導致太空船上的檢測器暫時失明，或是干擾到船上的電子儀器，或是太空環境的條件對設計太空船的遮罩和載人太空船的生命支援系統也是很重要的。此外，磁暴也會影響到在高緯度上常態飛行的飛機，使受到的輻射總量增加。

## 衛星觀測太空天气
從1995年起，美國國家航空暨太空總署（NASA）和歐洲太空總署（ESA）合作的太陽和太陽風層探測器（SOHO）太空船接近即時太陽資料成為對太空天氣預測的主要來源。在1998年，NASA的高新化學組成探測器（ACE）加入，它攜帶了可以連續傳輸有關原來位置的太空天氣信標。SOHO和ACE都位於L1拉格朗日點，距離地球1%天文單位的地球上游位置，它測量到的太陽風和电浆大約在1小時後就會抵達地球。NASA和ESA最新發射的日地關係天文台（STEREO）增加了一個額外的太空天氣資料流程，以立體的影像涵蓋了地球與太陽之間的空間。兩艘STEREO太空船，一艘超越在地球的前方，另一艘尾隨在地球的後方，每年漂移遠離地球約22度。

## 模型的嘗試
自1990年代以來，從太陽到地球以及周遭太空環境的主要模型，就使用三度空間的磁流體動力學架構模擬。在美國，兩個主要的中心是密西根太空環境模擬中心(CSEM) 和綜合太空天氣中心(CISM) 。

## 太空天气事件的例子
- 1806年12月21日，亞歷山大·馮·洪堡 (Alexander von Humboldt) 觀察到他的指南針在一次明亮的極光事件中變得不穩定。[5]
- 1859年9月2日，1859年太陽風暴（卡林頓事件）造成電報服務大規模中斷。
- 1921年5月磁暴,[6] 是最大的地球磁暴之一，擾亂了全世界的電報服務並損壞了電氣設備。
- 最著名的空间气象事件例子是發生在1989年3月13日魁北克水力的電力網路因為地球感應電流瓦解的事件。這個事件開始於一個變壓器出現故障，然後導致大規模普遍的斷電，至少持續了9小時，並有600萬人受到影響。造成這個磁暴發生的事件是1989年3月9日的日冕物質拋射，太陽拋出了一些物質[7]。
- 1994年1月20日的磁暴撞擊了兩顆加拿大的通信衛星Anik E1和E2，還有一顆國際通信衛星Intelsat K，使通訊暫時性的中斷。
- 1997年1月7日的日冕物質拋射轟击了地球的磁層，使AT&T損失了一顆通信衛星Telstar 401(價值$2億美金)[8]。
- 飛越極區的航線對太空天氣別敏感，部分是因為聯邦航空條例要求在飛行的全程都需要可靠的通信[9]。估計每次偏離極區的飛行都要多耗費$100,000美金的費用[來源請求]，有9家航空公司經營飛越極區的航線[9]，即使有一些衛星的訊號受到干擾，接收機自主完好監測技術可以協助飛機仍然能接收到GPS的訊號。
- 2000年巴士底日事件恰逢異常明亮的極光。
- 在載人太空任務期間沒有發生較大的太陽高能粒子事件。雖然，類似的大事件發生在阿波羅16號和阿波羅17號登月任務中間的1972年8月7日。高能量的粒子有可能轟擊到沒有地球磁場保護的太空人，若這些事件發生在這些任務進行的期間，有可能造成死亡或至少會危及太空人的生命[10]。2002年4月12日，一次太陽高能粒子事件衝擊到火星探測器Nozomi，導致大規模的失敗。這個計畫原本就已經比程序表落後了3年，最後終於在2003年12月被放棄[11]。

## 在地球表面的太空天气
所知空间气象和地面層最重大的影響是地磁感應電流(geomagnetically induced current，GIC)。這些可以造成電流在電網、管線和其他傳導網路中流動並且產生損害。在地面上快速的磁場變化 － 在發生磁暴的過程和太空天氣的結合 － 也可以是重要的活動，像是地球物理映射和碳氫化合物的產生。

### 地球物理的探勘
飛機和船舶承擔的地磁測量在磁暴期間可以快速的受到磁場改變影響。磁暴可能導致資料解釋上的問題，因為在調查地區下的地殼磁場也會受到太空天氣影響產生相似的變化。一個實用的測量設備能夠準確的提出磁暴警告，包括嚴重程度的評估和磁暴持續的時間。

### 地球物理學和碳氫化合物的生成
由於經濟和其它的原因，石油和天然氣的生產往往涉及定向鑽井，井的路徑從一個單一的井口在水平和垂直方向上都延伸好幾公里。由於附近還有其它的鑽孔，也由於目標的大小－儲藏層可能只有數十到數百米寬－和安全上的理由，在精度上的要求很嚴格。使用陀螺儀的測量方法是最精確也是最昂貴的，因為它可能需要停止鑽井數小時。一個替代的方法是使用磁性的測量，它可以進行鑽井中測量。幾近即時的磁性資料可以用來更正鑽井的方向，並且鄰近的磁場觀測台是不可或缺的(Clark and Clarke, 2001; Reay et al., 2006)。磁性資料和風暴預測還有助於在持續的基礎上弄清楚未知來源的操作錯誤。

## 延伸讀物
- Clark, T. D. G. and E. Clarke, 2001. Space weather services for the offshore drilling industry. In Space Weather Workshop: Looking Towards a Future European Space Weather Programme. ESTEC, ESA WPP-194.
- Carlowicz, M. J., and R. E. Lopez, 2002, "Storms from the Sun", Joseph Henry Press, Washington DC.
- Reay, S. J., W. Allen, O. Baillie, J. Bowe, E. Clarke, V. Lesur, S. Macmillan, 2005. Space weather mom on drilling accuracy in the North Sea. Annales Geophysicae, Vol. 23, pp 3081–3088.
- Odenwald, S. 2006, "The 23rd Cycle;Learning to live with a stormy star", Columbia University Press, (http://www.astronomycafe.net/weather.html（页面存档备份，存于）)
- Bothmer, V.; Daglis, I., 2006, "Space Weather: Physics and Effects," Springer-Verlag New York.
- Gombosi, Tamas I., Houghton, John T., and Dessler, Alexander J., (Editors), 2006, "Physics of the Space Environment," Cambridge University Press.
- Daglis, I. A. (Editor), 2001, "Space Storms and Space Weather Hazards," Springer-Verlag New York.
- Song, P., Singer, H., and Siscoe, G., (Editors), 2001, Am. Geophys. Union, Washington, D.C.

## 外部連結
- British Geological Survey's Geomagnetism Applications and Services site（页面存档备份，存于）
- Finnish Meteorological Institute's ground effects site
- Australian Space Weather Agency's site about effects on aeromagnetic surveys（页面存档备份，存于）

## 註解
1. ↑  Space Weather: A Research Perspective （页面存档备份，存于）, National Academy of Science, 1997. "太空天氣描述在太空中會影響到地球的環境和它的技術系統。我們的太空天氣是太陽活動的結果，與地球磁場的本質，和我們在太陽系中的位置有關。"
2. ↑  Mertens, Christopher.  (PDF). Space Policy Institute Workshop on Space Weather, Aviation, and Spaceflight. 2008-01-11  [2008-04-27]. （原始内容 (PDF)存档于2008-05-28）.
3. ↑  .   [2020-10-06]. （原始内容存档于2011-08-02）.
4. ↑  .   [2010-10-03]. （原始内容存档于2018-09-13）.
5. ↑  Russell, Randy. . Windows to the Universe. National Earth Science Teachers Association. March 29, 2010  [23 February 2013]. （原始内容存档于2013-06-06）.
6. ↑  Silverman, S.M. . Journal of Atmospheric and Solar-Terrestrial Physics. 2001, 63 (5): 523–535  [2024-05-12]. Bibcode:2001JASTP..63..523S. doi:10.1016/S1364-6826(00)00174-7. （原始内容存档于2015-06-23）.
7. ↑  Geomagnetic Storms Can Threaten Electric Power Grid （页面存档备份，存于） Earth in Space, Vol. 9, No. 7, March 1997, pp.9-11 (American Geophysical Union)
8. ↑  .   [2010-10-03]. （原始内容存档于2011-06-27）.
9. 1 2  United polar flights （页面存档备份，存于） Mike Stills
10. ↑  .   [2010-10-03]. （原始内容存档于2009-09-30）.
11. ↑  Nozomi Mars Probe hit by a large SEP event[]

## 書目提要
- Rainer Schwenn, Space Weather, Living Reviews in Solar Physics（页面存档备份，存于） 3,  (2006), 2, online article.
- Jean Lilensten and Jean Bornarel, Space Weather, Environment and Societies, Springer, ISBN 9781402043314.
- Mark Moldwin: An introduction to space weather. Cambridge Univ. Press, Cambridge 2008, ISBN 978-0-521-86149-6.
- Ioannis A. Daglis: Effects of Space Weather on Technology Infrastructure. Springer, Dordrecht 2005, ISBN 1-402-02748-6.

## 外部連結
- Space Weather FX（页面存档备份，存于） - Video podcast series on Space Weather from MIT Haystack Observatory
- NOAA-SWPC Space Weather Now（页面存档备份，存于） - (U.S. National Oceanic and Atmospheric Administration [NOAA])
- NSWP Strategic Plan - (NOAA)
- NSWP Implementation Plan - (NOAA)
- NSWP Assessment 2006 - (NOAA)
- USGS Geomagnetism Program（页面存档备份，存于） - (United States Geological Survey)
- Lund Space Weather Center（页面存档备份，存于） - (Swedish Institute of Space Physics)
- ESA's Space Weather Site and Space Weather European Network - (European Space Agency)
- The Human Impacts of Space Weather（页面存档备份，存于） - A complete guide to all known impacts of space weather to technology, human health, and an extensive newspaper archive of reported impacts since 1840
- Spaceweather.com（页面存档备份，存于） - Space Weather news, forecasts and pictures
- Storms from the Sun（页面存档备份，存于） - popular science writing about the Sun and space weather effects
- Space Weather and Radio Propagation（页面存档备份，存于） Live and historical data and images with a perspective on how it affects radio propagation.
- Space Weather forums at HFradio.org（页面存档备份，存于）
- Solar Terrestrial Dispatch（页面存档备份，存于）
- Active Region Monitor Live and archived solar region images and data.
- The Australian Space Weather Agency（页面存档备份，存于）
- Latest Solar Events（页面存档备份，存于） (Large bandwidth)
- Space Weather Canada
- Official Keepers of the Sunspot Record（页面存档备份，存于） Royal Observatory of Belgium / SIDC.
- Official SOHO Web site（页面存档备份，存于） Solar and Heliospheric Observatory] Solar and space weather images and data.
- Solar Region Maps（页面存档备份，存于）
- Large Angle and Spectrometric Coronagraph Experiment (LASCO)（页面存档备份，存于） LASCO solar images and information.
- European Space Weather Portal（页面存档备份，存于）
- SpaceWeatherLive.com（页面存档备份，存于） - Realtime auroral activity and solar activity website
- Space Weather Center（页面存档备份，存于） - Education site with information and interactives.
- HF Radio Propagation Software for Firefox - Propfire（页面存档备份，存于） Firefox plug for monitoring radio propagation, website utility to display HF radio propagation status and article on understanding HF radio propagation forecasting
- British Geological Survey's Space Weather site
- Lund (Sweden) Space Weather Center（页面存档备份，存于）
- International Space Environment Service（页面存档备份，存于）
- US National Space Weather Prediction Center（页面存档备份，存于）
- NASA - Carrington Super Flare NASA May 6 2008